# Friedrich Dietrich von Hermannsthal
Friedrich Dietrich von Hermannsthal, Szinnyeinél Dietrich Frigyes (Beszterce, 1827. július 24. – Magenta, 1859. június 5.) császári és királyi százados.

## Élete
Michael Dietrich von Hermannsthalnak, a székely határőrezred 14. százada őrnagyának fia volt. A bécsújhelyi Theresianum Katonai Akadémia növendéke volt és mint hadnagy, előbb a báró Sivkovich 41. számú gyalogezredébe helyezték át. Az 1848–49-es forradalom és szabadságharcban az osztrák hadseregben szolgált. Főhadnaggyá léptették elő, és Arad ostrománál 1849-ben a katonai érdemkereszttel tüntették ki. 1851-ben áthelyezték az újonnan fölállított báró Jellacsics 46. ezredébe. 1859. június 5-én Magentánál a franciák elfogták, és egy zuáv katona keresztülszúrta.

## Munkái
- Geschichte des Tiroler Feld- und Land- später 46. Linien Inf. Regiments. Errichtet 1745. reduzirt 1809. Krakau, 1859. (Kevéssel halála előtt jelent meg.)
- Geschichte des Feldzugs von 1848 und 1849 in Siebenbürgen, nach den Aufzeichnungen des Generalstabs-Chefs Majors Karl Teutsch. (A bécsi Soldatenfreundban jelent meg 1853-ban.)